# مجلة العلوم البيولوجية
مجلة العلوم البيولوجية هي عبارة عن دورية علمية تنشرها الأكاديمية الهندية للعلوم في بنغالور، الهند. رئيس التحرير الحالي هو أ. BJ Rao (IISER تيروباتي، تيروباتي). وفقًا لتقارير Journal Citation Reports ، فإن عامل التأثير للمجلة لعام 2019 يبلغ 1.65.

## التاريخ
تم تأسيس مجلة العلوم البيولوجية في عام 1934 باعتبارها وقائع الأكاديمية الهندية للعلوم (القسم ب) . في عام 1978، تم تجزئة الإجراءات إلى ثلاثة أجزاء: الإجراءات - علوم الحيوان، والإجراءات، وعلوم النبات، والوقائع - علم الأحياء التجريبي . تمت إعادة تسمية الجزء الختامي باسم Journal of Biosciences في عام 1979، وفي عام 1991 تم دمجه مرة أخرى مع الجزئين الآخرين.

## الهدف والنطاق
تشمل المجلة جميع مجالات علم الأحياء وتعتبر المجلات الأولى في الوطن ضمن نطاقها. تنشر الأبحاث والمراجعات والمقالات المترابطة ووجهات النظر واللوحات الحافظة والتعليقات والاتصالات القصيرة. كما يتم نشر موضوعات خاصة. تفاصيل هيئة التحرير متوفرة على الرابط أدناه.

## الاستخلاص والفهرسة
المجلة مجردة ومفهرسة في:<div style="-moz-column-count:* سيج للنشر
- إنفوتراك
- محرك البحث الأكاديمي
- Aquatic Sciences and Fisheries Abstracts
- Biological Abstracts
- BIOSIS Previews
- CAB Abstracts
- المحتويات الحالية (قاعدة بيانات)/Agriculture, Biology & Environmental Sciences
- Current Contents/ Life Sciences
- EBSCO databases [الإنجليزية]
- Elsevier BIOBASE
- EMBASE
- Geobase
- كاب دايركت
- إنفوتراك
- Indian Science Abstracts
- IndMed
- النظام الدولي للمعلومات النووية
- International Bibliography of Periodical Literature
- مدلاين/ببمد
- مؤشر الاقتباس العلمي
- سكوبس
- The Zoological Record; -webkit-column-count:* سيج للنشر
- إنفوتراك
- محرك البحث الأكاديمي
- Aquatic Sciences and Fisheries Abstracts
- Biological Abstracts
- BIOSIS Previews
- CAB Abstracts
- المحتويات الحالية (قاعدة بيانات)/Agriculture, Biology & Environmental Sciences
- Current Contents/ Life Sciences
- EBSCO databases [الإنجليزية]
- Elsevier BIOBASE
- EMBASE
- Geobase
- كاب دايركت
- إنفوتراك
- Indian Science Abstracts
- IndMed
- النظام الدولي للمعلومات النووية
- International Bibliography of Periodical Literature
- مدلاين/ببمد
- مؤشر الاقتباس العلمي
- سكوبس
- The Zoological Record; column-count:* سيج للنشر
- إنفوتراك
- محرك البحث الأكاديمي
- Aquatic Sciences and Fisheries Abstracts
- Biological Abstracts
- BIOSIS Previews
- CAB Abstracts
- المحتويات الحالية (قاعدة بيانات)/Agriculture, Biology & Environmental Sciences
- Current Contents/ Life Sciences
- EBSCO databases [الإنجليزية]
- Elsevier BIOBASE
- EMBASE
- Geobase
- كاب دايركت
- إنفوتراك
- Indian Science Abstracts
- IndMed
- النظام الدولي للمعلومات النووية
- International Bibliography of Periodical Literature
- مدلاين/ببمد
- مؤشر الاقتباس العلمي
- سكوبس
- The Zoological Record;">{{{2}}}